# Dicranella densifolia
Dicranella densifolia är en bladmossart som beskrevs av Thériot och Potier de la Varde 1932. Dicranella densifolia ingår i släktet jordmossor, och familjen Dicranaceae. Inga underarter finns listade i Catalogue of Life.